# Scheldeprijs 2021
La 109.ª edición de la clásica ciclista Scheldeprijs fue una carrera en Bélgica que se celebró el 7 de abril de 2021 con inicio en la ciudad de Terneuzen y final en la ciudad de Schoten sobre un recorrido de 193,8 kilómetros.
La carrera formó parte del UCI ProSeries 2021, calendario ciclístico mundial de segunda división, dentro de la categoría UCI 1.Pro y fue ganada por el belga Jasper Philipsen del Alpecin-Fenix. Completaron el podio, como segundo y tercer clasificado respectivamente, el irlandés Sam Bennett y el británico Mark Cavendish, ambos del Deceuninck-Quick Step.

## Equipos participantes
Tomaron parte en la carrera 23 equipos: 12 de categoría UCI WorldTeam invitados por la organización, 9 de categoría UCI ProTeam y 2 de categoría Continental. Formaron así un pelotón de 159 ciclistas de los que acabaron 78. Los equipos participantes fueron:
| WorldTeams (12)- AG2R Citroën Team - Astana-Premier Tech - Bora-Hansgrohe - Cofidis - Deceuninck-Quick Step - Intermarché-Wanty-Gobert Matériaux - Israel Start-Up Nation - Lotto Soudal - Team DSM - Qhubeka Assos - UAE Team Emirates - Groupama-FDJ ProTeams (9)- Alpecin-Fenix - B&B Hotels p/b KTM - Bingoal Pauwels Sauces WB - Delko - Rally Cycling - Sport Vlaanderen-Baloise - Arkéa-Samsic - Total Direct Énergie - Uno-X Pro Cycling Team Equipos continentales (2)- BEAT Cycling - EvoPro Racing |
| |

## Clasificación final
- Las clasificaciones finalizaron de la siguiente forma:[3]

| \| Clasificación general \| Clasificación general \| Clasificación general \| Clasificación general \| Clasificación general \| \| Ciclista \| Ciclista \| Equipo \| Tiempo \| \| \| --------------------- \| --------------------- \| ---------------------------------- \| --------------------- \| --------------------- \| \| 1.º \| Jasper Philipsen \| Alpecin-Fenix \| 4 h 03 min 30 s \| \| \| 2.º \| Sam Bennett \| Deceuninck-Quick Step \| + 0 s \| \| \| 3.º \| Mark Cavendish \| Deceuninck-Quick Step \| + 0 s \| \| \| 4.º \| Danny van Poppel \| Intermarché-Wanty-Gobert Matériaux \| + 0 s \| \| \| 5.º \| Clément Russo \| Arkéa-Samsic \| + 0 s \| \| \| 6.º \| Pascal Ackermann \| Bora-Hansgrohe \| + 0 s \| \| \| 7.º \| Luca Mozzato \| B&B Hotels p/b KTM \| + 0 s \| \| \| 8.º \| Giacomo Nizzolo \| Qhubeka Assos \| + 0 s \| \| \| 9.º \| Marc Sarreau \| AG2R Citroën Team \| + 0 s \| \| \| 10.º \| Dries Van Gestel \| Total Direct Énergie \| + 0 s \| \| |                  |                                    |                 |
| |                  |                                    |                 |
| Fuente: ProCyclingStats |                  |                                    |                 |
| Clasificación general |                  |                                    |                 |
| Ciclista | Ciclista         | Equipo                             | Tiempo          |
| 1.º | Jasper Philipsen | Alpecin-Fenix                      | 4 h 03 min 30 s |
| 2.º | Sam Bennett      | Deceuninck-Quick Step              | + 0 s           |
| 3.º | Mark Cavendish   | Deceuninck-Quick Step              | + 0 s           |
| 4.º | Danny van Poppel | Intermarché-Wanty-Gobert Matériaux | + 0 s           |
| 5.º | Clément Russo    | Arkéa-Samsic                       | + 0 s           |
| 6.º | Pascal Ackermann | Bora-Hansgrohe                     | + 0 s           |
| 7.º | Luca Mozzato     | B&B Hotels p/b KTM                 | + 0 s           |
| 8.º | Giacomo Nizzolo  | Qhubeka Assos                      | + 0 s           |
| 9.º | Marc Sarreau     | AG2R Citroën Team                  | + 0 s           |
| 10.º | Dries Van Gestel | Total Direct Énergie               | + 0 s           |

## UCI World Ranking
La Scheldeprijs otorgó puntos para el UCI World Ranking para corredores de los equipos en las categorías UCI WorldTeam, UCI ProTeam y Continental. Las siguientes tablas muestran el baremo de puntuación y los 10 corredores que obtuvieron más puntos:
| Posición              | 1.º | 2.º | 3.º | 4.º | 5.º | 6.º | 7.º | 8.º | 9.º | 10.º | 11.º | 12.º | 13.º | 14.º | 15.º | 16.º-30.º | 31.º-40.º |
| Clasificación general | 200 | 150 | 125 | 100 | 85  | 70  | 60  | 50  | 40  | 35   | 30   | 25   | 20   | 15   | 10   | 5         | 3         |

| Clasificación |                  |                                    |         |
| Posición      | Ciclista         | Equipo                             | General |
| ------------- | ---------------- | ---------------------------------- | ------- |
| 1.º           | Jasper Philipsen | Alpecin-Fenix                      | 200     |
| 2.º           | Sam Bennett      | Deceuninck-Quick Step              | 150     |
| 3.º           | Mark Cavendish   | Deceuninck-Quick Step              | 125     |
| 4.º           | Danny van Poppel | Intermarché-Wanty-Gobert Matériaux | 100     |
| 5.º           | Clément Russo    | Arkéa Samsic                       | 85      |
| 6.º           | Pascal Ackermann | Bora-Hansgrohe                     | 70      |
| 7.º           | Luca Mozzato     | B&B Hotels p/b KTM                 | 60      |
| 8.º           | Giacomo Nizzolo  | Qhubeka ASSOS                      | 50      |
| 9.º           | Marc Sarreau     | AG2R Citroën                       | 40      |
| 10.º          | Dries Van Gestel | Total Direct Énergie               | 35      |